# Маккорд, Тим
Тимоти Маккорд (англ. Timothy McCord) — басист американской рок-группы Evanescence с августа 2006 года. Он заменил Уилла Бойда, покинувшего группу в середине 2006 года. До этого Маккорд был известен как гитарист The Revolution Smile.

## Биография
После ухода Уилла группе нужен был новый басист. Им предлагали многих музыкантов, с некоторыми из них участники общались какое-то время. Нужен был человек, с которым все участники группы нашли бы общий язык, ведь впереди их ждало турне и долгие месяцы работы. Выбор пал на Тима Маккорда. «Он такой милый местный парень, много понимающий в музыке, которая нам нравится, — говорит Эми в интервью журналу Sonic Seducer (октябрь 2006). — Думаю, мы отлично поладим. Раньше он играл в группе под называнием The Revolution Smile. Мы посмотрели пару пленок с их концертами, и нам они понравились». О Тиме мало что известно. Официально присоединился к группе в августе 2006 года. Ранее он не был знаком ни с кем из её участников и репетировал с ними лишь несколько месяцев перед турне.
Эми о Тиме: «Тим честный и искренний, и просто хороший парень. С ним легко ужиться, и он всегда спокоен. Но до сих пор меня не покидает чувство, что в нём скрыто что-то другое. Что-то неясное. В один прекрасный день он просто убьет нас всех, когда мы будем спать, кто знает?»
В 2014 году у Тима и его жены Даниэль родилась дочь Мэдди. В 2015 году появилась информация, что Тим и Даниэль ожидают появления второго ребёнка. 18 февраля 2016 года родился их сын Деклан Роберт МакКорд.